# Le Cousin Pons
Le Cousin Pons (em português, O Primo Pons) é o título do romance realista do escritor francês Honoré de Balzac, publicado originalmente como folhetim no jornal Le Constitutionnel, no ano de 1847, e editado em um volume neste mesmo ano. Este romance faz parte das Cenas da vida parisiense de sua Comédia Humana, na seção Os parentes pobres, sendo que o Primo Pons antecede La Cousine Bette, também de 1847, com o qual apresenta uma certa simetria: o primo Pons é tão ingênuo e bondoso quanto a prima Bette é amarga e destrutiva. O Primo Pons é uma das melhores e mais sombrias obras de Balzac, onde ele demonstra todo seu pessimismo em relação à humanidade.
"Narrando a história  de um velho músico, apreciador de bons pratos e, principalmente, possuidor de uma grande coleção de quadros e objetos de arte, reunidos durante quarenta anos, o realismo de Balzac atinge o pleno, sem quaisquer descaimentos românticos ou fantásticos, num equilíbrio de proporções antes não alcançado em sua obra."

## Enredo
O primo Pons é descrito no romance como antiquado e ridículo. 
"Mantendo em certos pormenores do vestuário, apesar de tudo, uma fidelidade às modas de 1806, esse passante lembrava o Império sem ser demasiadamente caricatural. [...] Esse velho, seco e magro, usava um spencer [espécie de dolmã usado pelos oficiais de cavalaria] de cor de avelã por sobre um casaco esverdeado com botões de metal branco!... Um homem de spencer, em 1844, é como se Napoleão [...] se dignasse a ressuscitar por duas horas."
Maurice Ménard o classifica na mesma categoria do pai Séchard, do pai Grandet ou do pai Goriot: estes são homens de uma outra época, deslocados num século que não é o deles.
O protagonista tem, ainda, duas outras manias que o transformam em vítima: sua gulodice e a paixão por colecionar objetos preciosos e quadros dos grandes mestres. Homem pobre, vivendo com seu amigo fiel, o alemão Schmucke, em condições quase sórdidas, ele se sujeita a todas as humilhações para ser convidado a um bom jantar na rica família de seus primos Camusot de Marville, em realidade nobres de data recente, que o desprezam. Os Camusot de Marville são arrivistas, ricos de honestidade duvidosa (juiz Camusot). Eles são pouco mais polidos que a senhoria do primo Pons, e tão gananciosos quanto ela. Eles nunca compreendem o espírito delicado de seu parente.
Mas, quando descobrem que sua coleção vale uma fortuna, haverá uma batalha feroz entre a prima Camusot; a senhoria, madame Cibot; o antiquário Rémonencq e o colecionador Élie Magus para se apropriarem do tesouro, com a ajuda do médico Poulain e seu cúmplice, o vil advogado Frasier. No Capítulo 56, "A Parte do Leão", enquanto o pobre Pons, doente, dorme, os "corvos, farejando o cadáver", Cibot, Fraisier, Rémonencq e o "velho judeu imundo" (sic) Magus entram às escondidas na sua casa a fim de avaliarem a coleção: "Era um espetáculo de afligir o coração, o dessas quatro ambições diferentes a sopesar a herança durante o sono daquele cuja morte era o assunto de sua cobiça." Os dois ingênuos, Pons e o fiel Schmucke, serão esmagados por esta ganância, cuja violência eles são incapazes de imaginar. "O autor descreve, neste romance, como em vários outros, de que modo a cobiça, a velhacaria e a malvadez levam sempre vantagem sobre os bons sentimentos e a pureza de coração".
Uma curiosidade: no Capítulo 21, "Tratado das Ciências Ocultas", o autor declara sua crença no ocultismo e prevê (erroneamente) que "chegará a ocasião em que tais ciências serão ensinadas como atualmente se ensina a química e astronomia".